# Clytie luteonigra
Clytie luteonigra är en fjärilsart som beskrevs av W. Warren 1913. Clytie luteonigra ingår i släktet Clytie och familjen nattflyn. Inga underarter finns listade i Catalogue of Life.